# Eduard Pechanda
Eduard Josef Pechanda, född 8 november 1893 i Innsbruck, död där 10 maj 1946, var en österrikisk bobåkare. Han deltog vid olympiska vinterspelen 1928 i Sankt Moritz och placerade sig på 22:a plats.